# Raczkany
Raczkany, Raczkuny (biał. Рачканы, Raczkany; ros. Рачканы, Raczkany) – wieś na Białorusi, w obwodzie brzeskim, w rejonie lachowickim, w sielsowiecie Nacza.
Siedziba rzymskokatolickiej parafii Niepokalanego Poczęcia Najświętszej Maryi Panny.

## Historia
W XIX i w początkach XX w. położone były w Rosji, w guberni mińskiej, w powiecie słuckim, w gminie Lachowicze.
W dwudziestoleciu międzywojennym leżały w Polsce, w województwie nowogródzkim, w powiecie baranowickim, w gminie Lachowicze. W 1921 miejscowość liczyła 675 mieszkańców, zamieszkałych w 126 budynkach, w tym 443 Polaków i 232 Białorusinów. 407 mieszkańców było wyznania rzymskokatolickiego, 181 malowańców i 87 prawosławnego. Istniał tu wówczas dom zakonny Misjonarek Świętej Rodziny.
Po II wojnie światowej w granicach Związku Sowieckiego. Od 1991 w niepodległej Białorusi.